# Lepthyphantes cavernicola
Lepthyphantes cavernicola är en spindelart som beskrevs av Paik och Takeo Yaginuma 1969. Lepthyphantes cavernicola ingår i släktet Lepthyphantes och familjen täckvävarspindlar. Inga underarter finns listade i Catalogue of Life.